# Мисівське сільське поселення (Кезький район)
Ми́сівське сільське́ посе́лення — муніципальне утворення в складі Кезького району Удмуртії, Росія. Адміністративний центр — присілок Миси.
Населення — 248 осіб (2018; 298 у 2015, 348 в 2012, 362 в 2010, 480 у 2002).

## Склад
До складу поселення входять такі населені пункти:
| Населений пункт       | Населення, осіб (2002) | Населення, осіб (2010) | Населення, осіб (2012) |
| --------------------- | ---------------------- | ---------------------- | ---------------------- |
| Абраменки, присілок   | 22                     | 26                     | 25                     |
| Андрієвський, починок | 1                      | 0                      | 0                      |
| Калеман, присілок     | 9                      | 7                      | 7                      |
| Косогор, присілок     | 3                      | 1                      | 1                      |
| Крутий Лог, присілок  | 32                     | 21                     | 19                     |
| Левиногар, присілок   | 115                    | 88                     | 85                     |
| Лев'ятський, починок  | 28                     | 14                     | 12                     |
| Майори, присілок      | 6                      | 1                      | 1                      |
| Миси, присілок        | 240                    | 183                    | 177                    |
| Митенки, присілок     | 4                      | 4                      | 4                      |
| Осеньчуги, присілок   | 18                     | 17                     | 17                     |
| Самки, присілок       | 2                      | 0                      | 0                      |

## Господарство
В поселенні діють школа (Миси), садочок (№ 17), бібліотека (Миси), клуб (Миси), ФАП (Миси). Серед промислових підприємств працює СПК «Миси».